# Riley 1 ½

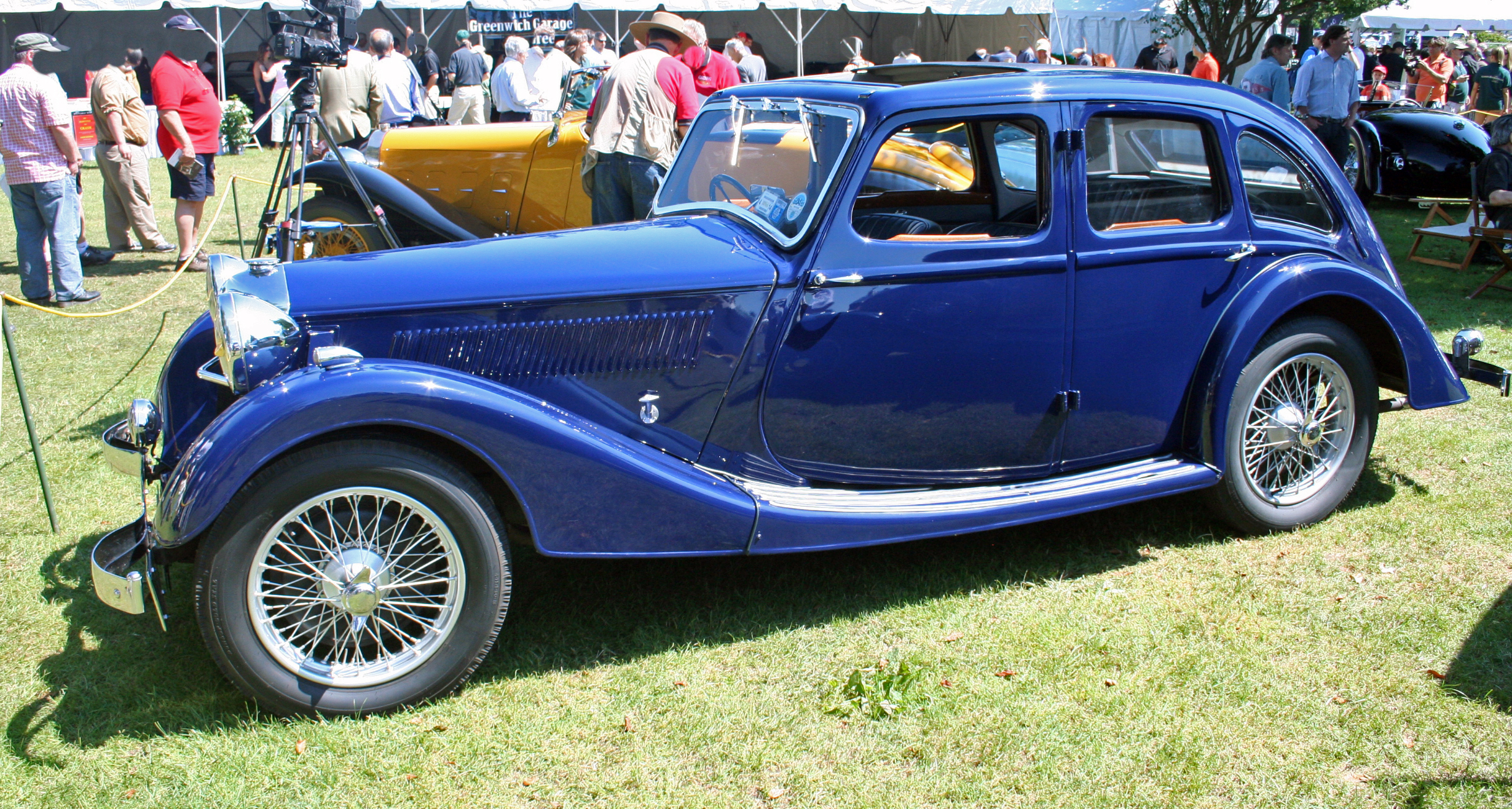
Riley 1½ Kestrel berlina del 1937

La 1 ½ è un'autovettura di fascia media prodotta dalla Riley dal 1936 al 1940. Sostituì la 12/4.
Il motore installato sulla 1 ½ era il medesimo di quello montato sul modello predecessore, vale a dire un quattro cilindri in linea da 1.496 cm³ di cilindrata e 51 CV di potenza. Questo propulsore era dotato di due carburatori Zenith. Il telaio derivava da quello della 15/6. Entrambi i modelli erano disponibili nelle versioni Falcon (cioè berlina quattro porte) e Lynx (vale a dire con carrozzeria torpedo). Le due versioni raggiungevano una velocità massima di 107 km/h e possedevano un telaio corto da 2.769 mm di passo. Invece, i due modelli a due volumi aventi un passo di 2.857,5 mm, la Adelphi e la Kestrel, arrivavano a 117 km/h. L'offerta comprendeva anche la Merlin, una roadster due porte basata su un telaio da 2.692,5 mm di passo, che toccava i 113 km/h di velocità massima.
Nel 1939 tutte queste versioni vennero sostituite da un unico modello di nome 1 ½, il cui impianto d'alimentazione era formato da un solo carburatore. Il telaio aveva un passo di 2.743 mm.
Nel 1940 la produzione venne interrotta a causa della seconda guerra mondiale. Dopo il conflitto, l'assemblaggio del modello non riprese. La 1½ fu poi sostituita dalla RM.